# Unterroth
Unterroth er en kommune i Landkreis Neu-Ulm i Regierungsbezirk Schwaben i den tyske delstat Bayern. Den er en del af Verwaltungsgemeinschaft Buch.

## Geografi
Unterroth ligger ved floden Roth i Region Donau-Iller i Mittelschwaben. Den ligger 30 km syd for Ulm og 35 km nord for Memmingen.
Ud over Unterroth, ligger i kommunen landsbyen Matzenhofen.

## Historie
Unterroth hørte under Ærkestiftet Augsburg. Fra Reichsdeputationshauptschluss i 1803 kom byen under Bayern. Dele af Unterroth hørte til herresædet Illerreichen under fyrsterne Schwarzenberg. Den nuværende kommune blev oprettet ved forvaltningsreformen i 1818.